# Рогачёвка (Воронежская область)
Рогачёвка — село в Новоусманском районе Воронежской области.
Административный центр Рогачёвского сельского поселения.

## География
Село находится в 30 километрах от г. Воронежа. Через него проходят 2 крупные автодороги федерального значения: А144 Курск—Саратов и М4 Москва—Новороссийск.

## Климат
Климат умеренно континентальный. Количество осадков колеблется от 500 до 650 мм. Населённый пункт располагается в лесостепной зоне.

## История
Село, основанное на развилке дорог, с виду напоминающей крестьянскую рогатину, получило название Рогачёвка. Благодаря сохранившимся документам 1780 года известно, что в это время на месте будущей Рогачёвки располагались 2 небольших крестьянских хутора.
Историки утверждают, что образовалась Рогачёвка в районе 1830 года, когда на эти земли, по берегам реки Тамлык, стали переселяться Усманские крестьяне. Место назвали Рогачёвка-Никольское. Спустя 20 лет тут стояло уже 203 двора. В 1846 году в селе была построена Митрофановская каменная церковь.
Крестьяне обрабатывали землю: сеяли рожь, овёс, просо. Некоторые жители занимались ямщицким делом. Земли, где теперь расположено Рогачёвское сельское поселение, принадлежали помещице Белостовской. В Рогачёвке-Никольском изготавливали кирпич, сырьё для которого добывали в глиняном карьере в районе села. Работал здесь также маслобойный завод, было несколько мельниц.
В 1923 — начале 1926 гг. в Рогачёвке и её окрестностях часто бывал писатель Андрей Платонов, в то время губернский мелиоратор. Под его руководством и при непосредственном участии в 1924 г. в селе была построена электростанция, её торжественное открытие состоялось в октябре того же года.
В августе 1925 г. электростанция и работавшая от неё мельница сгорели в результате кулацкого поджога. Кроме того, в расположенном недалеко от Рогачёвки совхозе «Спартак» Платоновым было устроено поливное хозяйство — производилось машинное орошение старого сада.
Позднее эти события были положены писателем в основу «Рассказа о потухшей лампе Ильича» (1926). В июне 1925 г. Платонов показывал совхоз «Спартак» В. Шкловскому, прилетевшему в Воронеж с агитполётом Авиахима. Живописная зарисовка орошаемого сада вошла в книгу Шкловского «Третья фабрика» (1926).
Во время Великой Отечественной войны боёв на территории села не велось. Здесь была прифронтовая территория, с несколькими госпиталями. В Рогачёвке имеется братское захоронение солдат, погибших в боях 1942 года.

## Достопримечательности
В селе сохранилось несколько старых зданий, которые теперь внесены в реестр историко-культурного наследия Воронежа. Это земская школа и земская больница, построенные в Рогачёвке в начале XX века.

## Известные жители
- Попов Л. И. — Герой Советского Союза, его именем названа в Рогачёвке новая улица.